# Arthur's Last Fling
Arthur's Last Fling è un cortometraggio muto del 1926 scritto, diretto e interpretato da Rupert Julian.

## Produzione
Il film, prodotto dalla Universal Film Manufacturing Company, venne girato negli Universal Studios, al 100 di Universal City Plaza, a Universal City.

## Distribuzione
Distribuito dalla Universal Film Manufacturing Company, il film - un cortometraggio in una bobina - uscì nelle sale cinematografiche statunitensi il 13 febbraio 1916.